# Lepturus pulchellus
Lepturus pulchellus är en gräsart som först beskrevs av Isaac Bayley Balfour, och fick sitt nu gällande namn av Clayton. Lepturus pulchellus ingår i släktet Lepturus och familjen gräs. IUCN kategoriserar arten globalt som otillräckligt studerad. Inga underarter finns listade i Catalogue of Life.